# Izrael Poznańskis palæ
Izrael Poznańskis palæ (polsk Pałac Izraela Poznańskiego) i Łódź er Europas største fabrikantpalæ og et af byens mest kendte monumenter.
Fabrikanten Izrael Poznański købte et beskedent murstenshus i 1877 og byggede det om i årene 1888-1903 efter tegninger af Julius Jung fra Stuttgart og Hilary Majewski, senere med rettelser af Dawid Rosenthal og Adolf Zeligson. Paladset havde funktion som et repræsentativt handels- og bosted. Poznański døde imidlertid før det stod færdig.
Facaden er bygget i rolig neorenæssance fra Zachodniagaden, mens den fra Ogrodowagaden præsenterer neobarokke træk med rige dekorative former og motiver. Paladsindretningen er på samme måde overdådigt udsmykket med vægmalerier, kaminer, støbninger, lysekroner, spejle og glasmalerier. Palæet præsenterer flere arkitektoniske stilarter og er et godt eksempel på eklekticisme. På grund af sin størrelse og formtræk inspireret af fransk arkitektur har det gjort sig kendt som "Łódź’ Louvre".
Fra 1975 huser palæet byens historiske museum (Muzeum Historii Miasta Łodzi).

## Eksterne Henvisninger
- Bymuseets hjemmeside Arkiveret 23. august 2007 hos  Wayback Machine

51°46′44.8″N 19°27′2.96″Ø / 51.779111°N 19.4508222°Ø